# Wishmaster 3
Série
Wishmaster 2
(1999) Wishmaster 4
(2002)
Pour plus de détails, voir Fiche technique et Distribution.
Wishmaster 3 : Au-delà des portes de l'Enfer ou Le Maître du Cauchemar 3 : Au-delà des portes de l'Enfer au Québec (Wishmaster 3: Beyond the Gates of Hell) est un film d'horreur américain réalisé par Chris Angel, sorti directement en vidéo en 2001. Il s'agit du troisième volet de la saga Wishmaster.

## Synopsis
Après s'être échappé d'une opale, un démon se réincarne dans le corps d'un professeur d'université.

## Fiche technique
- Titre original : Wishmaster 3: Beyond the Gates of Hell
- Titre français : Wishmaster 3 : Au-delà des portes de l'Enfer
- Titre québécois : Le Maître du Cauchemar 3 : Au-delà des portes de l'Enfer
- Réalisateur : Chris Angel
- Scénario : Alex Wright
- Producteur : Gary Howsam
- Musique : Daryl Bennett
- Pays d'origine :  États-Unis
- Langue : anglais
- Dates de sortie : 
  -  États-Unis : 23 octobre 2001 (en DVD)
  -  France : 7 juin 2004 (en DVD)
- Interdit aux moins de 12 ans

## Distribution
- John Novak (VQ : Jean-Marie Moncelet) : Le Djinn
- A.J. Cook (VQ : Charlotte Bernard) : Diana Collins
- Tobias Mehler (VQ : Martin Watier) : Greg Jansen
- Jason Connery (VQ : Benoît Gouin) : Joel Barash
- Louisette Geiss (VQ : Nadia Paradis) : Katie York
- Aaron Smolinski (VQ : Patrice Dubois) : Billy Matthews
- Emmanuelle Vaugier (VQ : Isabelle Leyrolles) : Elinor Smith
- Sarah Carter : Melissa Bell
- Daniella Evangelista (VQ : Evelyne Gélinas) : Anne
- Jennifer Pudavick : Jose Rodriguez

## Autour du film
Wishmaster 3 est beaucoup moins puissant, intrigant et prenant que ces deux prédécesseurs. Il s'agit, ici, d'un film de série B. Ses critiques à propos sont beaucoup plus sévères que Wishmaster et Wishmaster 2. On dit de ce film qu'il est beaucoup moins bien réalisé et qu'il a de moins bons acteurs que les deux précédents, malgré la présence au casting d'A.J. Cook, Jason Connery (fils de Sean) et d'Emmanuelle Vaugier. Beaucoup de choses ont changé par rapport aux deux premiers volets : il y a beaucoup plus de scènes de sexe, les décors, les effets spéciaux et le mannequin du djinn sont totalement différents.

## Liste des vœux
- 1er : Le premier vœu sera fait par le professeur de Diana. Une fois le djinn apparu, il souhaita que les deux femmes les plus parfaites à ses yeux se présentent dans la pièce, sans plus tarder. Elles apparurent, mais l'une d'entre elles lui déchira la langue en l'embrassant, puis elles se mirent à le blesser, le couper avec leurs ongles... Le djinn va ensuite prendre son visage.
- 2eme : la secrétaire souhaite voir ses montagnes de documents brulés, c'est le cas et elle aussi.
- 3 & 4e : une jeune femme souhaite perdre du poids, elle vomit son estomac et souffre. l'éveilleur du djinn souhaite arrêter ses souffrances (et fait son premier souhait) et celle-ci meurt directement.
- 5eme : l’éveilleur du djinn après avoir fait son 4e vœux souhaite avoir l'aide de l'archange Saint Michel.
- 6eme : la fille que l'éveilleur aime le moins souhaite avoir le cœur déchiré par l'amour, c'est le cas au sens physique du terme.
- 7eme : Le copain de la meilleure amie de l’éveilleur souhaite de se faire empaler.
- 8eme : La meilleure amie de l’éveilleur souhaite se cacher, et elle a la tête enfermée dans la cage des rats et elle se fait manger les yeux et les lèvres.